# Drassodes ellenae
Drassodes ellenae är en spindelart som först beskrevs av Alberto Barrion och James A. Litsinger 1995.  Drassodes ellenae ingår i släktet Drassodes och familjen plattbuksspindlar.
Artens utbredningsområde är Filippinerna. Inga underarter finns listade i Catalogue of Life.